# Corna Imagna
Corna Imagna – miejscowość i gmina we Włoszech, w regionie Lombardia, w prowincji Bergamo.
Według danych na styczeń 2009 gminę zamieszkiwało 966 osób przy gęstości zaludnienia 214,7 os./1 km².